# Bedeng Blambangan
Bedeng Blambangan is een bestuurslaag in het regentschap Ogan Komering Ulu Selatan van de provincie Zuid-Sumatra, Indonesië. Bedeng Blambangan telt 558 inwoners (volkstelling 2010).